# Canton de Zicavo
Le canton de Zicavo est une ancienne division administrative française, située dans le département de la Corse-du-Sud et la collectivité territoriale de Corse.

## Géographie
Ce canton était organisé autour de Zicavo dans l'arrondissement d'Ajaccio. Son altitude variait de 99 m pour Zévaco à 2 134 m pour Zicavo, avec une moyenne de 742 m.

## Histoire
Le canton est supprimé par le décret du 24 février 2014, à compter des élections départementales de mars 2015. Il est englobé dans le canton de Taravo-Ornano.

## Représentation

### Conseillers généraux de 1833 à 2015
| Période                                  | Période           | Identité                                     | Étiquette                      | Qualité |
| ---------------------------------------- | ----------------- | -------------------------------------------- | ------------------------------ | --- |
| 1833                                     | 1836              | Antoine Louis Ponte (1780-1851)              |                                | Capitaine en retraite (2ème Régiment d'infanterie légère) Propriétaire à Ajaccio                                                                                  |
| 1836                                     | 1857 (décès)      | Jacques Pierre Abbatucci                     | Majorité dynastique            | Magistrat Député de Corse (1830-1831) Président à la Cour royale d'Orléans Député du Loiret (1839-1851) - Sénateur (1852-1857) Ministre de la Justice (1852-1857) |
| 1857                                     | 1874              | Antoine Dominique Abbatucci (1818-1878)      |                                | Général de division, inspecteur général de l'armée |
| 1874                                     | 1880              | Charles Abbatucci (1816-1885)                | Appel au peuple (Bonapartiste) | Avocat, Conseiller d'État Député (1849-1851, 1872-1876, 1877-1881)) Président du Conseil Général                                                                  |
| 1880                                     | 1886              | Emmanuel Arène                               | Républicain                    | Journaliste Député (1881-1904) - Sénateur (1904-1908) |
| 1886                                     | 1887 (annulation) | Henri Abbatucci                              | Républicain                    | Maire de Zicavo (1881-1912) |
| 1887                                     | 1892              | Gabriel Marchi                               |                                | Journaliste Adjoint au Maire de Bondy (Seine) |
| 1892                                     | 1904              | Henri Abbatucci                              | Républicain                    | Maire de Zicavo (1881-1912) |
| 1904                                     | 1910              | M. Bartoli                                   | Républicain antiministériel    | Médecin à Marseille |
| 1910                                     | 1912 (décès)      | Jacques Léonetti                             | Rad.                           | Avocat à Ajaccio |
| 1912                                     | 1923 (annulation) | Jules Antoine Peretti                        | Républicain                    | Propriétaire, maire de Zévaco |
| 1923                                     | 1928              | Charles Serra                                | Républicain démocrate          | Pharmacien à Bastelica |
| 1928                                     | 1940              | Dominique Peretti                            | RG                             | Maire de Zicavo |
|                                          |                   |                                              |                                | |
| 1945                                     | 1949              | Jean Léandri                                 | Front national (Résistance)    | Employé aux Messageries maritimes, propriétaire à Granace |
| 1949                                     | 1951              | Jacques Pierre Abbatucci                     | Rad.                           | Maire de Zicavo |
| 1951                                     | 1958              | François Xavier Renucci                      | Rad.                           | Maire de Cozzano |
| 1958                                     | 1967              | Antoine Dominique Abbatucci                  | Rad.                           | |
| 1967                                     | 1982 (décès)      | Marcel Francisci                             | UDR-RPR                        | Dirigeant de sociétés, Ciamannacce |
| 1982                                     | 1988 (décès)      | Jacques Fiamma                               | MRG                            | Restaurateur à Zicavo |
| 1988                                     | 2006 (décès)      | Roland Francisci (frère de Marcel Francisci) | RPR puis UMP                   | Maire de Ciamannacce (1984-2004) Suppléant de Jean-Paul de Rocca Serra (1993-1998) - Député de 1998 à 2002 Président du Conseil Général de 2004 à 2006            |
| 2006                                     | 2015              | Marcel Francisci                             | UMP                            | Dirigeant de sociétés Maire de Ciamannacce jusqu'en 2014 Vice-Président du Conseil Général Président de la Fédération UMP de Corse-du-Sud                         |
| Les données manquantes sont à compléter. |                   |                                              |                                | |

- Résultats des élections cantonales

### Conseillers d'arrondissement (de 1833 à 1940)
| Période                                  | Période           | Identité                    | Étiquette    | Qualité |
| ---------------------------------------- | ----------------- | --------------------------- | ------------ | --- |
| 1833                                     | 1848              | M. Poggi                    |              | Médecin, propriétaire à Ajaccio                                                                             |
| 1848                                     | 1852              | François-Marie Piazza       |              | Médecin |
| 1852                                     | 1858              | Jacques-Pierre Lanfranchi   |              | Médecin à Guitera, propriétaire à Cozzano                                                                   |
| 1858                                     | 1864              | Don-Jean Lusinchi           |              | Propriétaire                                                                                                |
| 1864                                     | 1881 (décès)      | Jacques-Pierre Lanfranchi   |              | Médecin à Guitera, propriétaire à Cozzano                                                                   |
| 1881                                     | 1882 (annulation) | M. Morazzini                | Républicain  | Médecin à Zicavo                                                                                            |
|                                          |                   |                             |              | |
| 1907                                     |                   | Joseph Bartoli dit Mannetto |              | |
|                                          |                   |                             |              | |
| 1919                                     |                   | M. Césari                   |              | |
|                                          |                   |                             |              | |
|                                          | 1937              | Séverin Santoni             | Parti Pietri | Propriétaire à Palneca                                                                                      |
| 1937                                     | 1940              | Jules Césari                | Parti Landry | |
| 1940                                     |                   |                             |              | Les conseils d'arrondissement ont été suspendus par la loi du 12 octobre 1940 et n'ont jamais été réactivés |
| Les données manquantes sont à compléter. |                   |                             |              | |

## Composition
Le canton de Zicavo comprenait neuf communes.
| Nom                | Code Insee | Intercommunalité                        | Population (dernière pop. légale) |
| ------------------ | ---------- | --------------------------------------- | --------------------------------- |
| Zicavo (chef-lieu) | 2A359      | CC de la Pieve de l'Ornano et du Taravo | 230 (2014)                        |
| Ciamannacce        | 2A089      | CC de la Pieve de l'Ornano et du Taravo | 132 (2014)                        |
| Corrano            | 2A094      | CC de la Pieve de l'Ornano et du Taravo | 84 (2014)                         |
| Cozzano            | 2A099      | CC de la Pieve de l'Ornano et du Taravo | 282 (2014)                        |
| Guitera-les-Bains  | 2A133      | CC de la Pieve de l'Ornano et du Taravo | 148 (2014)                        |
| Palneca            | 2A200      | CC de la Pieve de l'Ornano et du Taravo | 164 (2014)                        |
| Sampolo            | 2A268      | CC de la Pieve de l'Ornano et du Taravo | 59 (2014)                         |
| Tasso              | 2A322      | CC de la Pieve de l'Ornano et du Taravo | 101 (2014)                        |
| Zévaco             | 2A358      | CC de la Pieve de l'Ornano et du Taravo | 60 (2014)                         |

## Démographie
| 1800  | 1806  | 1821  | 1831  | 1841  | 1851  | 1861  | 1872  | 1881  |
| ----- | ----- | ----- | ----- | ----- | ----- | ----- | ----- | ----- |
| 4 140 | 4 230 | 4 335 | 4 928 | 5 070 | 5 209 | 5 354 | 5 862 | 6 296 |

| 1891  | 1901  | 1911  | 1921  | 1931  | 1936  | 1946  | 1954  | 1962  |
| ----- | ----- | ----- | ----- | ----- | ----- | ----- | ----- | ----- |
| 6 782 | 7 435 | 7 261 | 7 823 | 7 756 | 7 948 | 6 729 | 6 201 | 2 207 |

| 1968  | 1975  | 1982  | 1990  | 1999  | 2006  | 2011  | 2014  | - |
| ----- | ----- | ----- | ----- | ----- | ----- | ----- | ----- | - |
| 2 088 | 1 732 | 1 412 | 1 106 | 1 142 | 1 192 | 1 233 | 1 260 | - |